# هارون آلپسوی
هارون آلپسوی (انگلیسی: Harun Alpsoy؛ زادهٔ ۳ مارس ۱۹۹۷) بازیکن فوتبال اهل سوئیس است.
از باشگاه‌هایی که در آن بازی کرده‌است می‌توان به باشگاه فوتبال گراس‌هاپر زوریخ اشاره کرد.
وی همچنین در تیم‌های ملی فوتبال Switzerland national under-16 football team, Switzerland national under-16 football team, Switzerland national under-17 football team, Switzerland national under-18 football team, Switzerland national under-19 football team، و زیر ۲۰ سال ترکیه بازی کرده‌است.